# Zeerust
Zeerust is een plaats in de Zuid-Afrikaanse provincie Noordwest. Zeerust telt ongeveer 10.000 inwoners.
De economie van Zeerust draait om zowel de agrarische sector als de mijnbouw. In de omgeving wordt onder andere lood en chroom gewonnen.

## Geschiedenis
In het midden van de 19e eeuw werd op de boerderij Hazenjacht van Caspar Coetzee een kerk gebouwd. Hij overleed nog voordat de kerk was voltooid. Zijn familielid Diederick Coetzee besloot om een dorpje te stichten en veilde in 1867 de eerste percelen land om huizen op te bouwen. Het nieuwe dorp kreeg de Coetzee-Rust. Deze naam zou later worden verkort tot Zeerust.
In 1936 kreeg Zeerust de officiële status van een gemeente.

## Subplaatsen
Het nationaal instituut voor de statistiek, Stats SA, deelt sinds de census 2011 deze hoofdplaats in twee zogenaamde subplaatsen (sub place):
- Shalimar Park
- Zeerust SP

Bij Zeerust hoort ook het Township "Ikageleng".